# Pedro Gual (khu tự quản)
Pedro Gual là một Khu tự quản thuộc bang Miranda, Venezuela. Pedro Gual có diện tích 925, dân số theo điều tra ngày 21 tháng 10 năm 2001 là 17928 người.